# Nikifor Kalczenko
Nikifor Timofiejewicz Kalczenko, ros. Никифор Тимофеевич Кальченко, ukr. Ники́фор Тимофі́йович Ка́льченко (ur. 27 stycznia?/9 lutego 1906 w Koszmaniwce, zm. 14 maja 1989 w Kijowie) – radziecki działacz partyjny i państwowy, premier USRR, Bohater Pracy Socjalistycznej (1976).
W latach 1921–1924 uczył się w szkole sadowniczej w Połtawie, następnie do 1928 studiował w Połtawskim Instytucie Rolniczym.
W 1932 został członkiem WKP(b), w latach 1938–1941 był I sekretarzem odeskiego obwodowego komitetu partii.
W latach 1941–1946 był w Armii Czerwonej członkiem Rady Wojskowej 1 Frontu Ukraińskiego, służbę wojskową ukończył w stopniu generała porucznika.
Od 1946 zajmował stanowiska ministerialne w rządzie USRR, w latach 1954–1961 był przewodniczącym Rady Ministrów USRR, później zastępcą przewodniczącego Rady Ministrów, w latach 1965–1976 I zastępcą przewodniczącego Rady Ministrów.

## Odznaczenia
- Złoty Medal „Sierp i Młot”
- Order Lenina (ośmiokrotnie)
- Order Rewolucji Październikowej
- Order Czerwonego Sztandaru
- Order Czerwonego Sztandaru Pracy
- Order Bohdana Chmielnickiego I klasy (dwukrotnie)
- Order Czerwonej Gwiazdy (trzykrotnie)
- Order Virtuti Militari IV Klasy[1]
- Order Krzyża Grunwaldu II Klasy (uchwała KRN z 24 kwietnia 1946r.)[2][1]

I medale.

## Literatura, linki
- biogram Nykyfor Kalczenko na portalu Gabinetu Ministrów Ukrainy
- Informacje na warheroes.ru (ros.)
- http://www.knowbysight.info/KKK/02986.asp (ros.)